# Barbury Castle
Barbury Castle è il sito archeologico costituito da una fortezza di collina dell'età del ferro situata nel territorio dei pressi dei villaggi e parrocchie civili di Ogbourne St Andrew e Wroughton  nella contea del Wiltshire nel Sud Ovest dell'Inghilterra, Regno Unito. 

## Storia

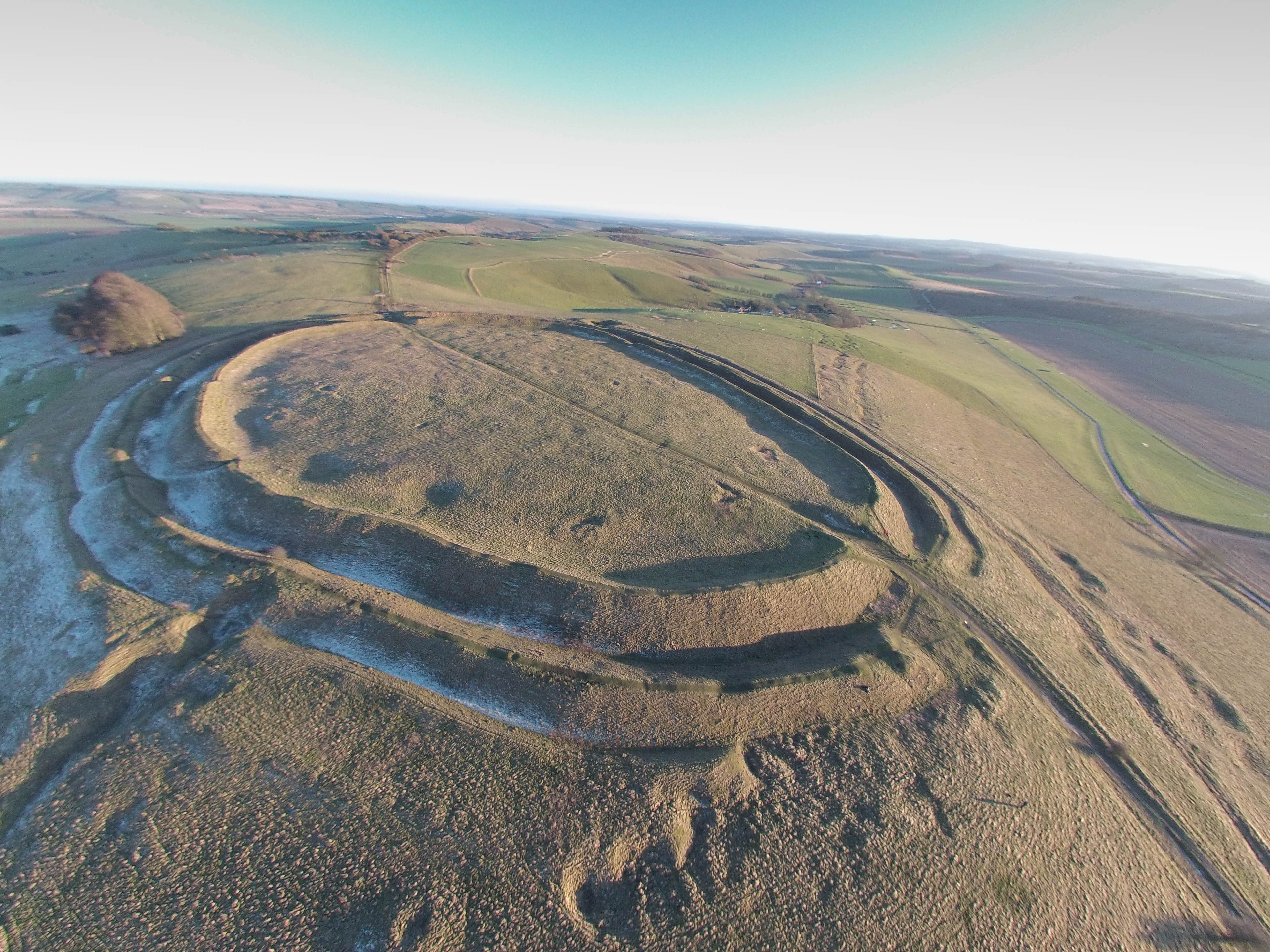
Vista aerea della collina sulla quale si trova il forte di Barbury

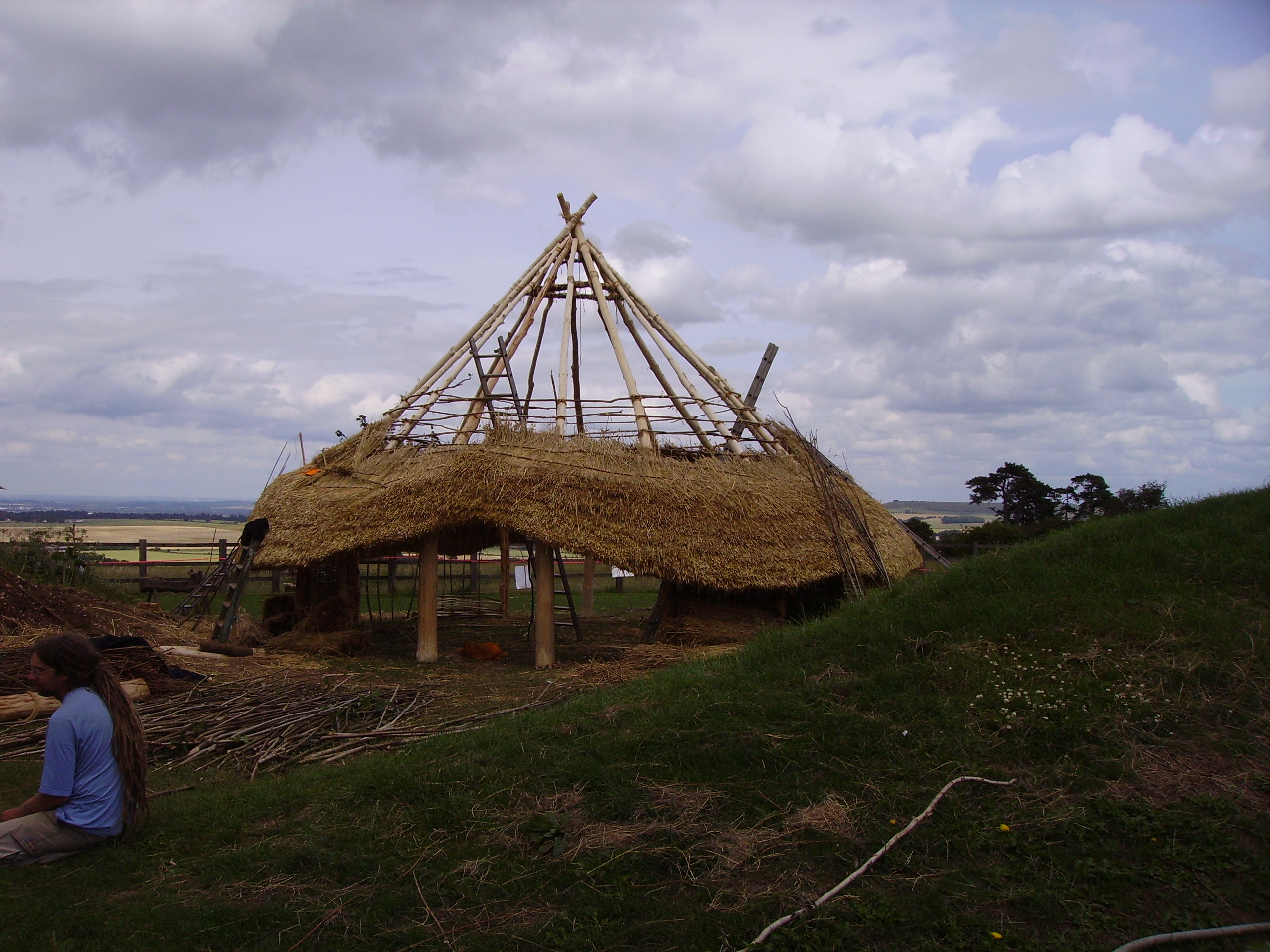
Ricostruzione di una capanna dell'età del ferro a Barbury Castle

L'importanza del sito di Barbury nella storia inglese è legata alla sua posizione dominante scelta per la sua erezione, sulla valle del Tamigi. Le indagini archeologiche a Barbury hanno portato alla luce numerose testimonianze di edifici, che indicano un villaggio o una guarnigione militare. Il forte collinare fu utilizzato poi durante l'occupazione romana e fino all'epoca sassone. Sono state rinvenute armi e utensili, e sono state scoperte anche tracce di carri da guerra.

## Descrizione
Si tratta del sito archeologico più interessante della parrocchia civile di Ogbourne St Andrew e della vicina Wroughton, dove si trova la sua metà settentrionale, ed è un fortezza di collina dell'età del ferro. Vicino ci sono tumuli e vasti terrapieni che indicano un insediamento continuato in epoca storica. Le colline sono generalmente ricche di materiale archeologico. Terrapieni e recinti della tarda età del bronzo si sovrappongono ai siti dei sistemi di campi su Ogbourne Down e a Dean Bottom, e ci sono tumuli sulle colline circostanti. I fossati corrono da est a ovest a nord di Rockley e da nord a sud attraverso Smeathe's Ridge e su Coombe Down. Un tumulo a ciotola nel cimitero della Chiesa di Sant'Andrea a Ogbourne St Andrew è stato riutilizzato in epoca romana, pagana sassone e medievale.
Posto appena fuori dalla Ridgeway, una delle più importanti vie antiche del Regno Unito, è uno dei forti dell'età del ferro del Wiltshire. La fortezza è costituita da una doppia fila di terrapieni, che occupa un sito di quattro ettari, con ingressi sui lati orientale e occidentale. Una delle attrazioni di Barbury è il panorama del quale si può godere una volta raggiunta la sua sommità.

### Monumento da tutelare
Dal 18 agosto 1882 Barbury Castle a Wroughton è considerato un monumento da tutelare nel Regno Unito per il suo particolare interesse storico col numero di catalogo 1014557.